# Periyapattinam
Periyapattinam (tamil: பெரியபட்டினம்) är en ort i Indien.   Den ligger i distriktet Rāmanāthapuram och delstaten Tamil Nadu, i den södra delen av landet, 2 200 km söder om huvudstaden New Delhi. Periyapattinam ligger 8 meter över havet och antalet invånare är 9 478.
Terrängen runt Periyapattinam är mycket platt. Havet är nära Periyapattinam söderut.  Närmaste större samhälle är Ramanathapuram, 13,5 km nordväst om Periyapattinam. Trakten runt Periyapattinam består till största delen av jordbruksmark.